# 東武州
安州，后改為武州、東武州，隋唐之际李子通置州，治武康县（今浙江德清县千秋镇西余英溪南）。
武德三年（620年），李子通分杭州武康縣、鹽官縣設安州，取三國吳郡永安縣首字為名。辖境相当今浙江省德清县一带。寻改名武州，取武康縣首字為名。武德四年（621年），唐朝攻克武州。改為東武州，屬東南道行臺。武德六年（623年），辅公祏佔領，武德七年（624年），唐朝平定辅公祏，廢除東武州，武康縣改屬湖州，鹽官縣省入杭州錢塘縣。
武州刺史
- 薛士通（621年—624年）